# Плезант-Плейнс (Арканзас)
Плезанс-Плейнс (англ. Pleasant Plains, Arkansas) — город, расположенный в округе Индепенденс (штат Арканзас, США) с населением в 267 человек по статистическим данным переписи 2000 года.

## География
По данным Бюро переписи населения США город Плезанс-Плейнс имеет общую площадь в 2,07 квадратных километров, водных ресурсов в черте населённого пункта не имеется.
Плезанс-Плейнс расположен на высоте 184 метров над уровнем моря.

## Демография
По данным переписи населения 2000 года в Плезанс-Плейнсе проживало 267 человек, 78 семей, насчитывалось 106 домашних хозяйств и 120 жилых домов. Средняя плотность населения составляла около 121,4 человек на один квадратный километр. Расовый состав Плезанс-Плейнса по данным переписи распределился следующим образом: 94,76 % белых, 1,50 % — коренных американцев, 1,50 % — представителей смешанных рас, 2,25 % — других народностей. Испаноговорящие составили 4,87 % от всех жителей города.
Из 106 домашних хозяйств в 34,9 % — воспитывали детей в возрасте до 18 лет, 56,6 % представляли собой совместно проживающие супружеские пары, в 13,2 % семей женщины проживали без мужей, 26,4 % не имели семей. 25,5 % от общего числа семей на момент переписи жили самостоятельно, при этом 13,2 % составили одинокие пожилые люди в возрасте 65 лет и старше. Средний размер домашнего хозяйства составил 2,52 человек, а средний размер семьи — 3,03 человек.
Население города по возрастному диапазону по данным переписи 2000 года распределилось следующим образом: 26,2 % — жители младше 18 лет, 7,5 % — между 18 и 24 годами, 31,8 % — от 25 до 44 лет, 21,0 % — от 45 до 64 лет и 13,5 % — в возрасте 65 лет и старше. Средний возраст жителей составил 34 года. На каждые 100 женщин в Плезанс-Плейнсе приходилось 103,8 мужчин, при этом на каждые сто женщин 18 лет и старше приходилось 97,0 мужчин также старше 18 лет.
Средний доход на одно домашнее хозяйство в городе составил 22 188 долларов США, а средний доход на одну семью — 35 000 долларов. При этом мужчины имели средний доход в 22 344 доллара США в год против 17 250 долларов среднегодового дохода у женщин. Доход на душу населения в городе составил 11 129 долларов в год. 11,4 % от всего числа семей в округе и 16,0 % от всей численности населения находилось на момент переписи населения за чертой бедности, при этом 13,6 % из них были моложе 18 лет и 30,4 % — в возрасте 65 лет и старше.